# Luckan
Luckan (по-шведски «окно», «окошко билетной кассы») — сеть шведских культурных и информационных центров в Финляндии. На сегодняшний день существуют филиалы Luckan в Хельсинки, Порвоо, Коккола, Кимиёнсаари (Кимито), Киркконумми, Расеборг (Карис), Южной Остроботнии (Каскинен, Кристийнанкаупунки и Нерпес), Турку.
Luckan предлагает своим гостям разнообразные культурные мероприятия, тематические дни, пресс-конференции, мастер-классы, информационные услуги, касающиеся финляндско-шведского сообщества. Также в свободном доступе находится интернет и компьютеры. В центрах Luckan имеется большой выбор прессы на шведском языке и других изданий.
В Хельсинки, в здании торгового центра Kamppi (Simonkatu, 9) недавно открылся детский центр — LillaLuckan, предлагающий большой выбор культурных и познавательных мероприятий для юных жителей столицы.
Luckan был основан в 1992 году организациями Nylands svenska landskapsförbund и Mellannylandsprojektet. Своё название центр получил в связи с тем, что свою деятельность Luckan начал, представляя из себя окошко билетной кассы в Шведском театре, Хельсинки, где можно было получить информацию о культуре и социальным услугам на шведском языке.